# Nations (ville de Genève)
Pour les articles homonymes, voir Nation (homonymie).
Le Quartier des Nations est situé à la périphérie nord de la ville de Genève (Suisse), 
Il doit son nom au Palais des Nations, siège de la Société des Nations de 1937 à son remplacement par l'ONU en 1946.

Les sièges de nombreuses organisations internationales sont rassemblées dans ce quartier et à proximité;
CICR, OMS, BIT, HCR, OMPI, UIT notamment; ainsi que de nombreuses ambassades et délégations. 

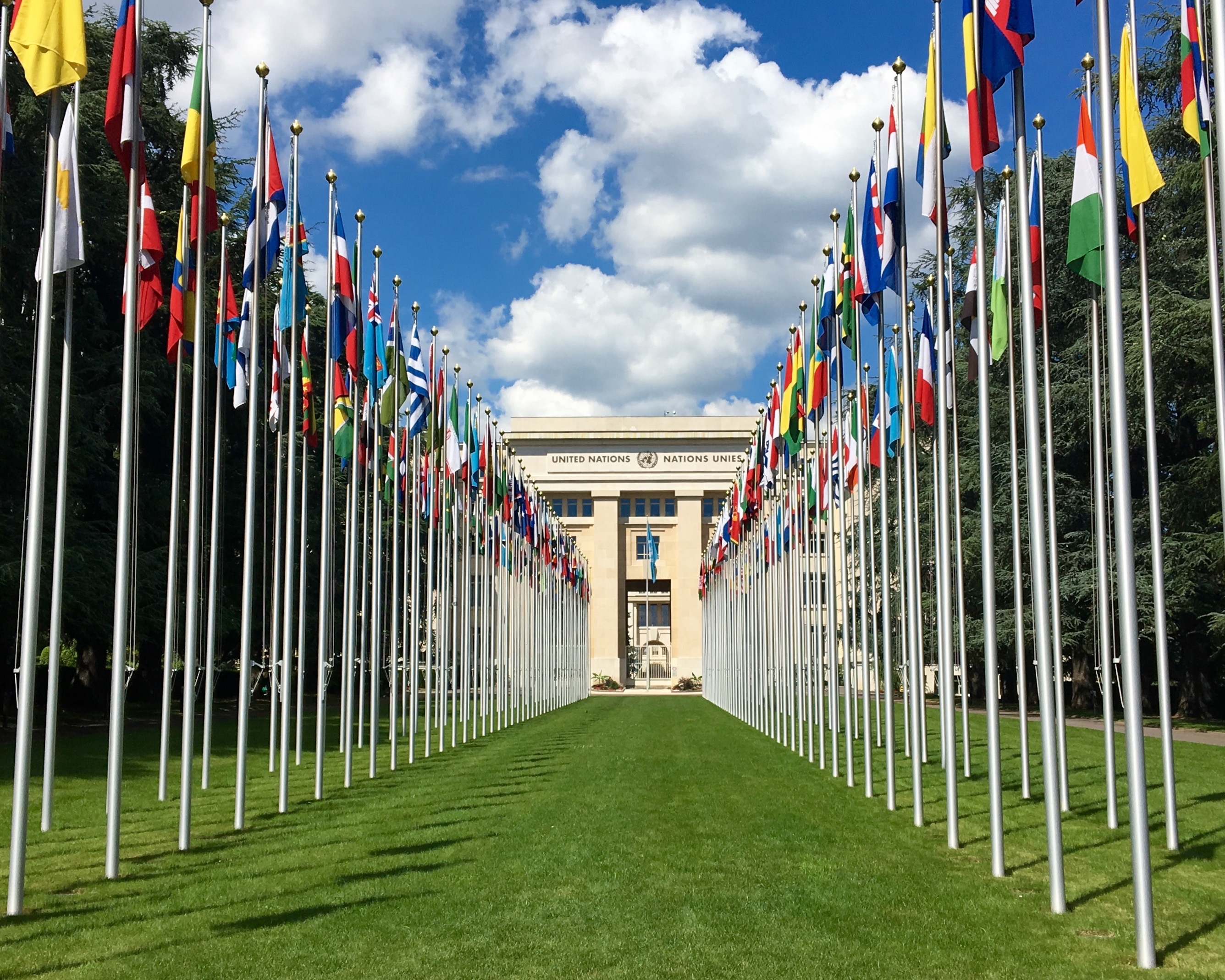
Palais des Nations Siège européen de l'ONU
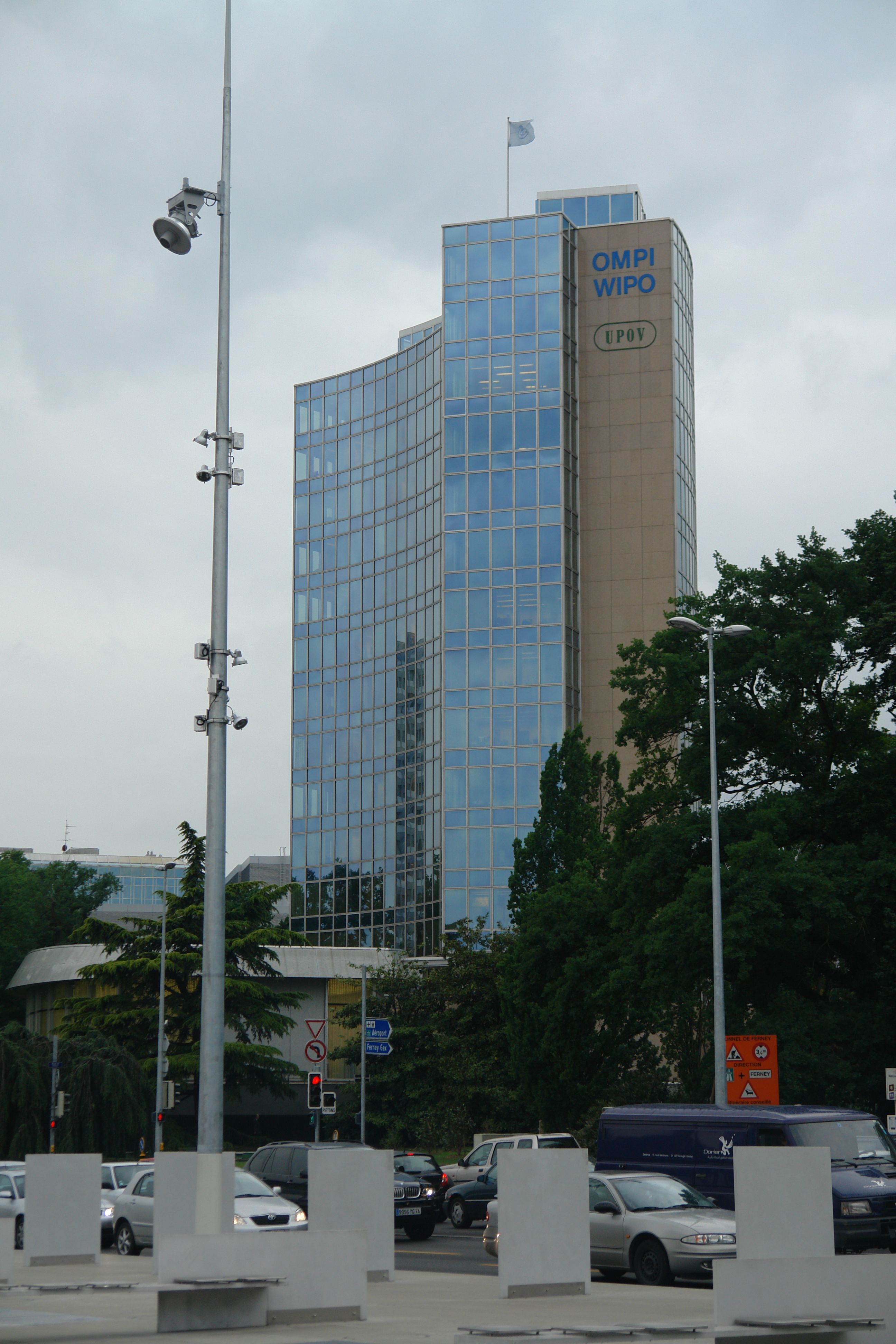
Siège de l'OMPI
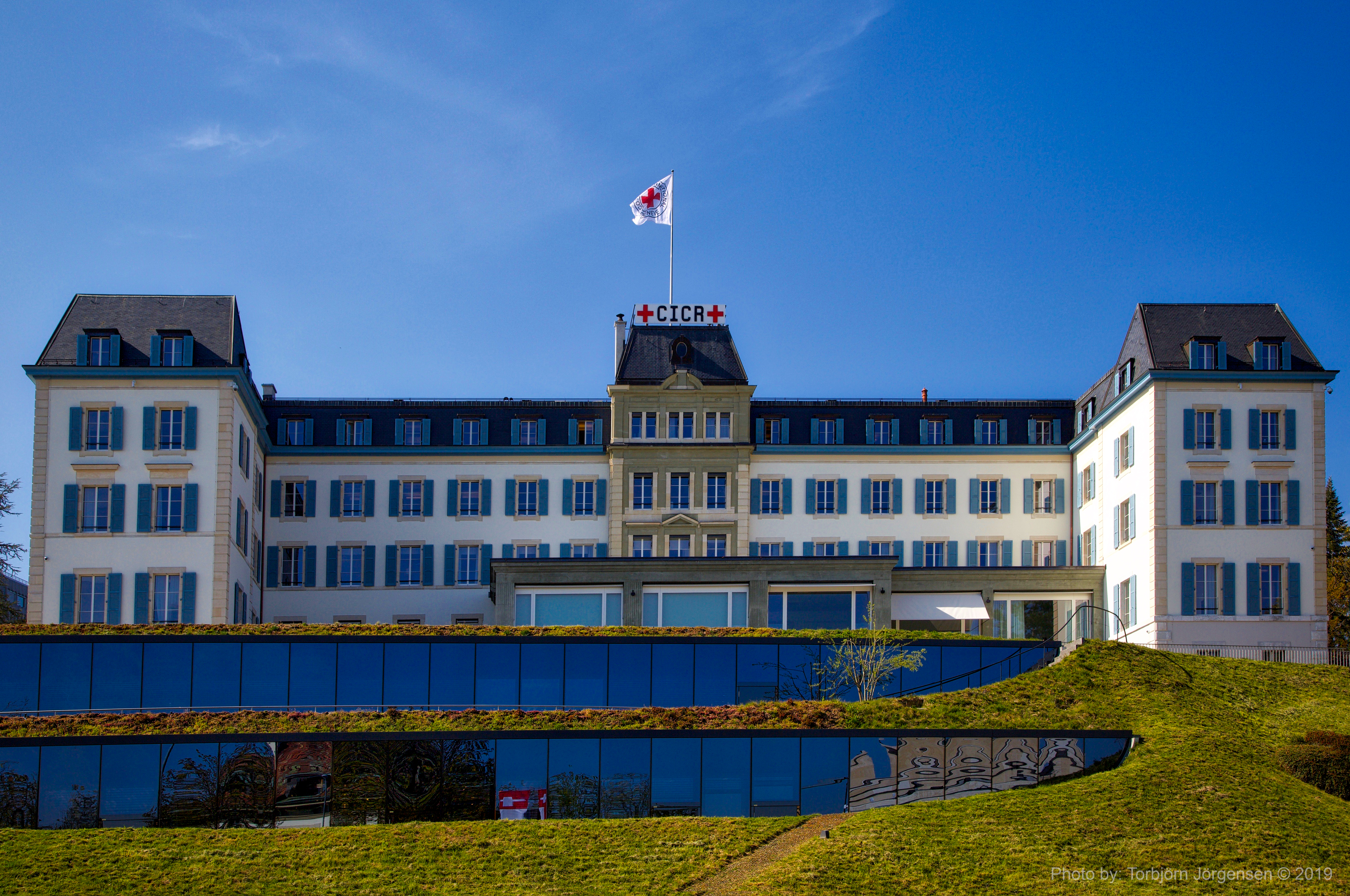
Siège du CICR